# 陈光华 (1911年)
陈光华（1911年—1942年），原名金昌华，朝鲜独立运动家，早年因从事反日运动流亡中国，先后在广州中山大学和中共中央党校学习，后赴太行抗日根据地，曾任中共中央北方局党校组织科长（一说晋冀鲁豫党校副校长），“华北朝鲜青年联合会”晋冀鲁豫支会会长等职，1942年在太行山反“扫荡”战斗中牺牲，1993年被韩国政府追授建国勋章爱国章。

## 生平

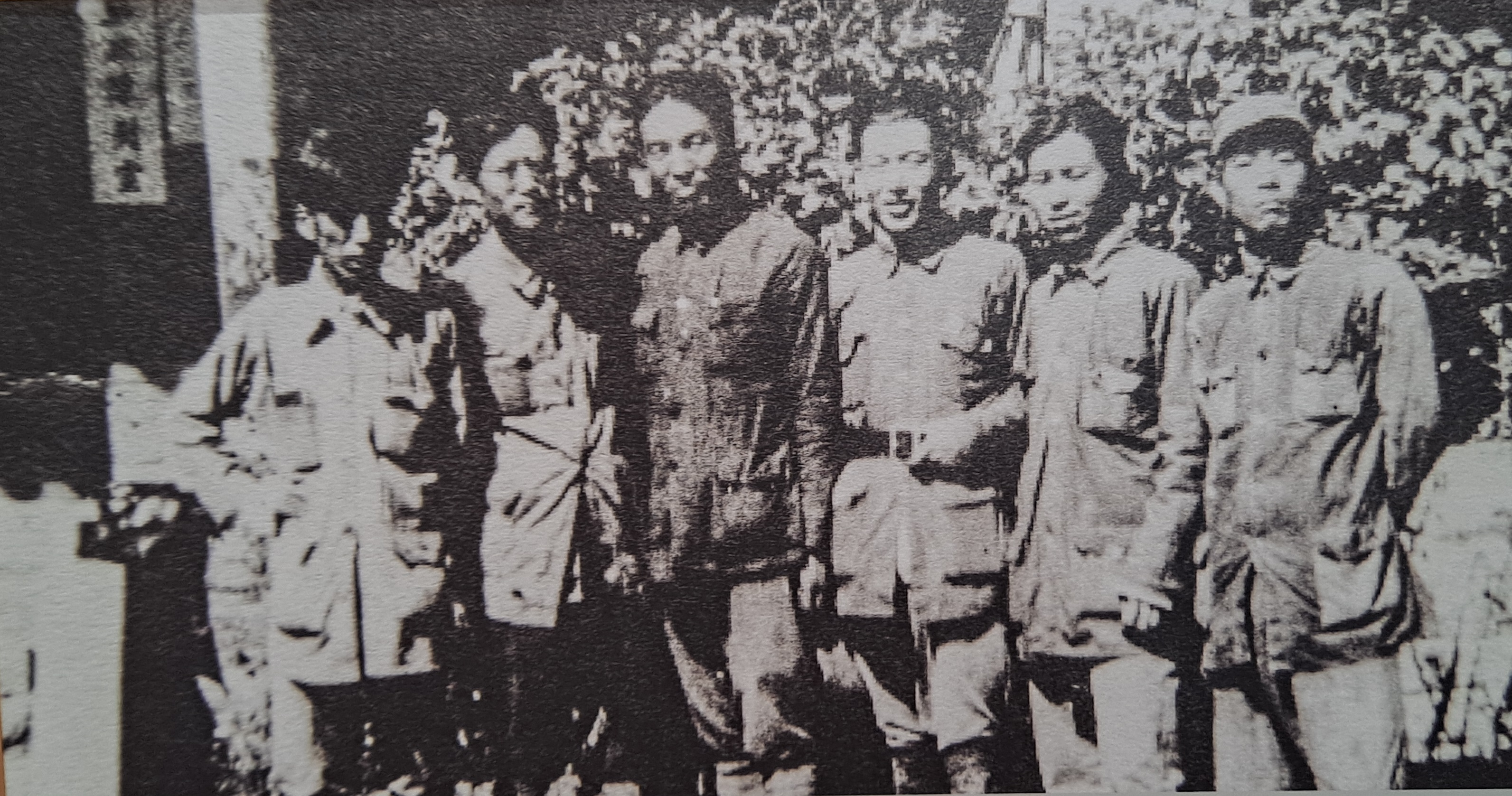
中共晋冀豫区党校第一任校长冷楚、陈光华（左二）等在太行山寺底村

1911年，陈光华出生于朝鲜平安南道大同郡平川里。中学毕业后，他投身反日运动，后流亡中国。1933年，陈光华考入广州中山大学。期间，他参加了该校朝鲜进步青年团体“勇进会”。1935年夏，王均予组建“中国青年同盟”（后改名为“中国青年抗日同盟”）。陈光华是该组织主要成员。1935年12月12日，他参与组织了广州学生声援北京一二·九学运的游行示威，1936年7月加入中国共产党。同年10月，中共中山大学学生地下党支部成立，陈光华当选支部书记。:369-370:116
1937年，陈光华从中山大学毕业后，前往武汉参加了韩国国民党朝鲜青年前卫团，从事抗日运动。同年底，他被中共中央长江局派到延安中央党校学习。1938年春，他前往太行山从事抗日宣传工作，曾任一二九师先锋剧团团长，后被调入晋冀豫区党委宣传部。1939年春，中共中央北方局成立党校，陈光华调任北方局党校组织科长（一说晋冀鲁豫党校副校长）。:116-118
1940年，朝鲜义勇队领导人尹世胄来太行抗日根据地商讨朝鲜义勇队与八路军共同抗日。陈光华奉命与尹世胄一起筹建“华北朝鲜青年联合会”，迎接义勇队。1941年1月10日，“华北朝鲜青年联合会”在辽县桐峪镇成立。武亭被推选为总会长，陈光华任晋冀鲁豫支会会长。:118-119
1942年5月，侵华日军对太行抗日根据地发动“大扫荡”。朝鲜义勇队与八路军总部、中共中央北方局、北方局党校等机关在涉县和辽县之间的十字岭地区被包围。政治部主任罗瑞卿率警卫连多次尝试突围未果。由于山势险要，只有一条名为“天绝栈”的羊肠小道可通过，八路军伤亡惨重。朝鲜义勇军见况组成敢死队主动请缨。陈光华、尹世胄、金学武等人率敢死队冲上黑龙洞峡谷西边的山头，与日军近距离激战，硬拼出一个缺口，帮助野政直属队最终突围成功。陈光华和尹世胄等人在激战中牺牲。:120-121

## 纪念

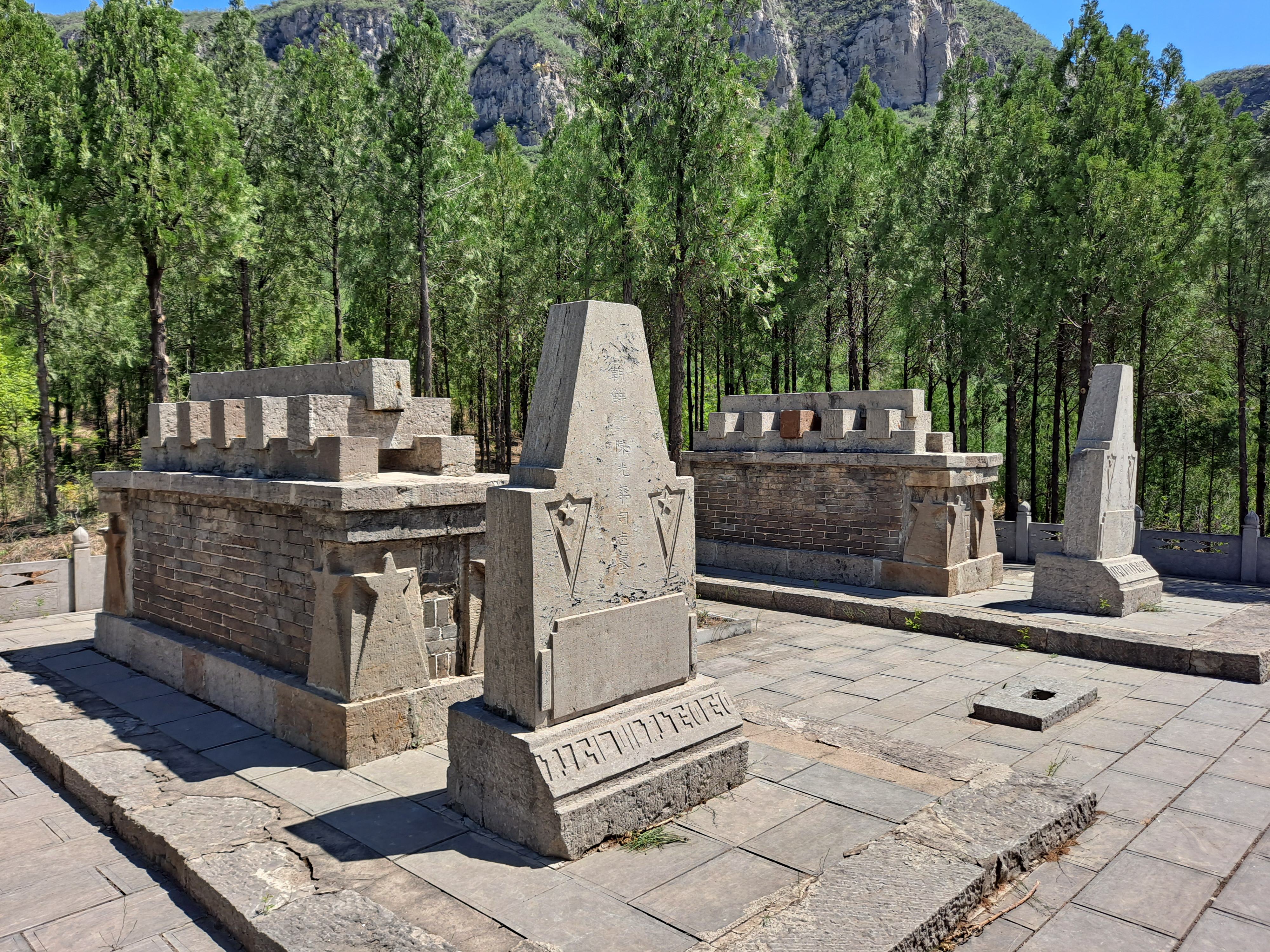
河北涉县石门村陈光华和尹世胄原墓遗迹

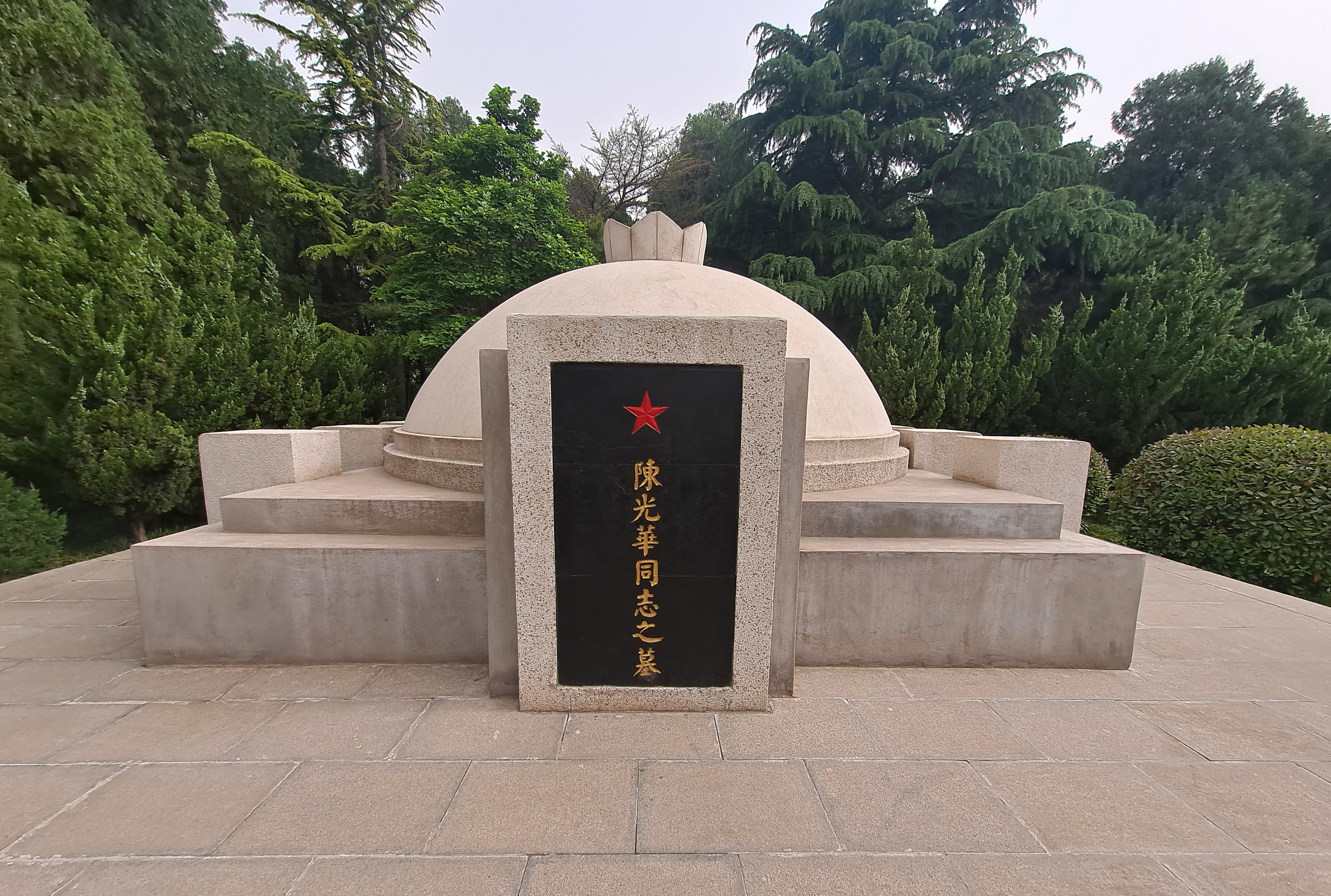
晋冀鲁豫烈士陵园陈光华墓

反扫荡战役结束后，中共中央北方局和八路军野战司令部政治部联合颁发了《纪念朝鲜义勇军烈士办法》，并于1942年10月10日举行了公葬左权将军暨朝鲜革命烈士大会，在清漳河畔“晋冀豫花园”树立左权将军纪念石塔和朝鲜革命烈士纪念石塔。1950年10月10日，陈光华的遗骨被移葬至河北邯郸晋冀鲁豫烈士陵园，墓地在左权将军墓的西北角位置。:205-206
1993年，韩国政府追授陈光华建国勋章爱国章。